# Saldanha
Saldanha – stacja węzłowa metra w Lizbonie na linii Amarela (otwarta w 1959) i linii Vermelha (otwarta w 2009).
Stacja linii Amarela znajduje się na Praça Duque de Saldanha, a linii Vermelha na Av. Duque de Ávila, w pobliżu skrzyżowania z Avenida da República. Stacja umożliwia dostęp do Avenidas Novas oraz do Instituto Superior Técnico. Podobnie jak najnowsze stacje metra w Lizbonie, jest przystosowana do obsługi pasażerów niepełnosprawnych.

## Linia Amarela
Została otwarta w dniu 29 grudnia 1959 roku. Oryginalny projekt architektoniczny jest autorstwa Falcão e Cunha i Marii Keil. W dniu 14 marca 1977 roku zakończono rozbudowę stacji w oparciu o projekt architektoniczny Falcão e Cunha, Sanchez Jorge i Marii Keil. Rozbudowa stacji miała na celu przedłużenie peronów i budowę nowego holu. W roku 1996 północny hol stacji został przebudowany na podstawie projektu architektonicznego  Paulo Brito da Silva. W 1997 roku przebudowano hol południowy, również na podstawie projektu tego samego architekta. W 2009 roku ukończono gruntowny remont północnego holu. Remont został skoordynowany z pracami na linii Vermelha, dotyczącej budowy nowej stacji.

## Linia Vermelha
Oddana została do użytku w dniu 29 sierpnia 2009 roku wraz ze stacją São Sebastião, w ramach rozbudowy linii. Projekt stacji jest autorstwa Germano Venade i José Almada Negreiros.